# Daniel Pérez Otero
Daniel Pérez Otero, (nacido el 28 de febrero de 1990 en Hospitalet de Llobregat, Barcelona) es un jugador de baloncesto español. Con 1,88 metros de estatura, juega en la posición de base.

## Trayectoria deportiva

### Formación
Formado en las categorías inferiores del FC Barcelona desde los 13 años, ha sido internacional en categorías inferiores, siendo compañero de generación de Ricky Rubio y Álex Hernández, siendo una de las remesas de directores de juego más talentosas de la última época en el baloncesto base español.

### Profesional
Profesionalmente se inició jugando cuatro años en Liga LEB, jugando en cuatro equipos distintos, en el filial del FC Barcelona, en el Lleida Bàsquet jugando 34 partidos, con porcentajes de tiro del 42% en 2 puntos, 30% en triples y 74% en tiros libres y 2,8 asistencias por partido, en el Menorca Bàsquet, donde consiguió el ascenso a la Liga ACB, y en el River Andorra, equipo en el que fue el máximo asistente de la competición con 5 asistencias por partido y el que promedió 10,3 puntos, 2,6 rebotes, 1,6 recuperaciones y 12,7 de valoración en 25 minutos de juego por partido. Su gran temporada en Andorra le valió para fichar por el Baloncesto Fuenlabrada a partir de la temporada 2013-14, con un contrato por dos temporadas. En verano de 2015 Ficha por el  Quesos Cerrato Palencia de la Liga LEB. Después de conseguir el ascenso a la ACB con el equipo palentino, en abril de 2016 firma por el CB Canarias hasta final de temporada.

## Selección nacional
En noviembre de 2021, con 31 años, debuta con España en la fase de clasificación para el mundial del año 2023 (conocidos como "Ventanas FIBA").